# Шмидт, Александр Александрович (химик)
Александр Александрович Шмидт (7 сентября 1885, с. Ренгенгоф, Курляндская губерния, Российская империя — 3 декабря 1948, Москва, СССР) — советский химик, видный специалист по порохам и топливам, член-корреспондент Академии артиллерийских наук (14.04.1947), доктор технических наук (1941), профессор (1938).

## Биография
Родился 7 сентября 1885 года в деревне Ренгенгоф, ныне населённый пункт Зебрене Добельского края в Латвии. В 1905 году после окончания реального училища в городе Великие Луки Псковской губернии поступил на химический факультет Санкт-Петербургского технологического института. Окончил институт по специальности инженер-технолог-химик-химик.
С 1912 года работал на Охтинском пороховом заводе: лаборантом (одновременно с учёбой в институте), с 1914 года — главным лаборантом, с 1915 года — химиком, с 1917 года — заместителем главного химика, а с 1929 года — главным химиком химической лаборатории завода в Ленинграде. В 1928—1930 гг. — по совместительству доцент Ленинградского университета: читал лекции по химии и технологии нитроклетчатки на специальном факультете. В 1930—1933 гг. находился под арестом по обвинению во вредительстве. В 1933—1941 гг. — научный сотрудник, затем — начальник лаборатории Военно-химического научно-исследовательского института в Москве (в 1935—1941 по совместительству). С 1935 года — профессор, с 1940 года — заведующий кафедрой порохов Московского химико-технологического института им. Д. И. Менделеева.
Автор более 80 научных исследований, большинство которых посвящено различным вопросам химии и технологии нитроклетчатки и бездымного пороха. Эти научные труды являются ценным вкладом в развитие артиллерийской науки и техники и создали ему имя крупнейшего советского учёного-пороховеда. Являлся автором разработки вопросов о роли набухания нитроцеллюлозы в процессе её стабилизации, о стабилизирующем влиянии механического воздействия на нитроцеллюлозу и о её спиртовой стабилизации. Ему принадлежит ряд оригинальных научных исследований в области органического синтеза и химической технологии. В 1924 года разработал оригинальный метод получения глюкозы из древесных опилок и предложил новый способ получения уксусного ангидрида. С 1934 г. плодотворно работал в области триплексного стекла и прозрачной брони. Проводившиеся им в последние годы исследования каталитических свойств азотнокислых эфиров целлюлозы, проявляющихся в разнообразных реакциях органического синтеза, открыли новую область технического использования нитратов целлюлозы в качестве конденсационного и полимеризационного катализатора и стали классическими.
Умер 3 декабря 1948 года. Прах захоронен на Донском кладбище в Москве.

## Награды
- орден Красной Звезды (02.03.1944)[4]
- медаль «За доблестный труд в Великой Отечественной войне 1941—1945 гг.» (1945)
- медаль «В память 800-летия Москвы»

## Основные работы
- Полимеризационный способ получения нитроглицеринового пороха // Сборник докладов ААН. 1949. Вып. V.